# Leucanopsis stuarti
Leucanopsis stuarti là một loài bướm đêm thuộc phân họ Arctiinae, họ Erebidae.